# Chi Bi
Chi Bi (chinesisch 赤壁 ‚Rotes Kliff‘)  ist ein 1 km langes Kliff auf Nelson Island im Archipel der Südlichen Shetlandinseln. Es fällt am Nordrand der Stansbury-Halbinsel zur Fildes Strait ab.
Chinesische Wissenschaftler benannten es 1986 deskriptiv nach seinem roten Gestein.